# Jean-Louis de Rambures
Pour les articles homonymes, voir Famille Borel de Brétizel et Borel.
 (juin 2024).
Si vous disposez d'ouvrages ou d'articles de référence ou si vous connaissez des sites web de qualité traitant du thème abordé ici, merci de compléter l'article en donnant les références utiles à sa vérifiabilité et en les liant à la section « Notes et références ».
Jean-Louis Borel de Brétizel de Rambures, plus connu sous le nom Jean-Louis de Rambures, est né le 19 mai 1930 à Paris et décédé le 20 mai 2006 à Vaudricourt dans la Somme) est un journaliste, écrivain, interprète et attaché culturel français. 

## Biographie
Jean-Louis de Rambures, le fils d’une brésilienne, Lucille Calogera, et de Bernard Borel de Brétizel de Rambures, élevé par une gouvernante allemande, fut très tôt nourri de différentes langues et cultures. Outre le portugais, il maîtrisait parfaitement l'anglais et l’allemand et contribua, grâce à sa connaissance intime de la littérature allemande, à l’introduire en France. 
Sa scolarité se déroula à Toulouse, puis à Tübingen (Allemagne) et à Paris. C’est dans la capitale française qu’il effectua également ses études supérieures. Il obtint le diplôme de l'Institut d’études politiques de Paris (Service public, 1956) ainsi qu’une licence en droit et une licence d’allemand. 
En 1958 il commença à écrire pour le mensuel Réalités. À cette époque il fit beaucoup de portraits d’artistes tels Herbert von Karajan, Karlheinz Stockhausen, Luchino Visconti pour n'en nommer que quelques-uns.
À partir de 1968 il collabora au magazine Connaissance des arts, au magazine L’Express, et, pendant plus de 25 ans, au quotidien Le Monde.
Passionné par le travail de l’écriture, fasciné par la création littéraire, il rencontra les grands écrivains de son temps, comme Roland Barthes, Julien Gracq, Jean-Marie Gustave Le Clézio, Hélène Cixous, Herta Müller, Ernst Jünger, Thomas Bernard, Günter Grass et Heinrich Böll,  Jean Sulivan, parmi d’autres. Les entretiens réalisés lors de ces rencontres apparurent dans Le Monde et 25 d'eux sont réunis dans son ouvrage : Comment travaillent les écrivains (Flammarion, Paris, 1978).
L’œuvre fut traduite en japonais et parut en 1979 à Tokyo (Choukoron -sha, Inc. Tokyo).
À partir du début des années 1970, Jean-Louis de Rambures devint également attaché culturel de son pays à Bonn. À partir de 1975, il travailla au département culturel du ministère des Affaires étrangères. Entre 1987 et 1995 il devint directeur de l’Institut français de Sarrebruck, puis de Francfort-sur-le-Main.
Il se fit également un nom en tant que traducteur. C’est grâce à lui que le public français découvrit l’écrivain Paul Nizon.

## Distinctions
- Chevalier de l'ordre des Arts et des Lettres
- Croix d'officier de l'ordre du Mérite (Allemagne)

## Œuvre
- Comment travaillent les écrivains, Flammarion, Paris, 1978

## Sources
- Nicole Zand, « Jean-Louis de Rambures », in Le Monde, 31 mai 2006